# Gemme van Burmania

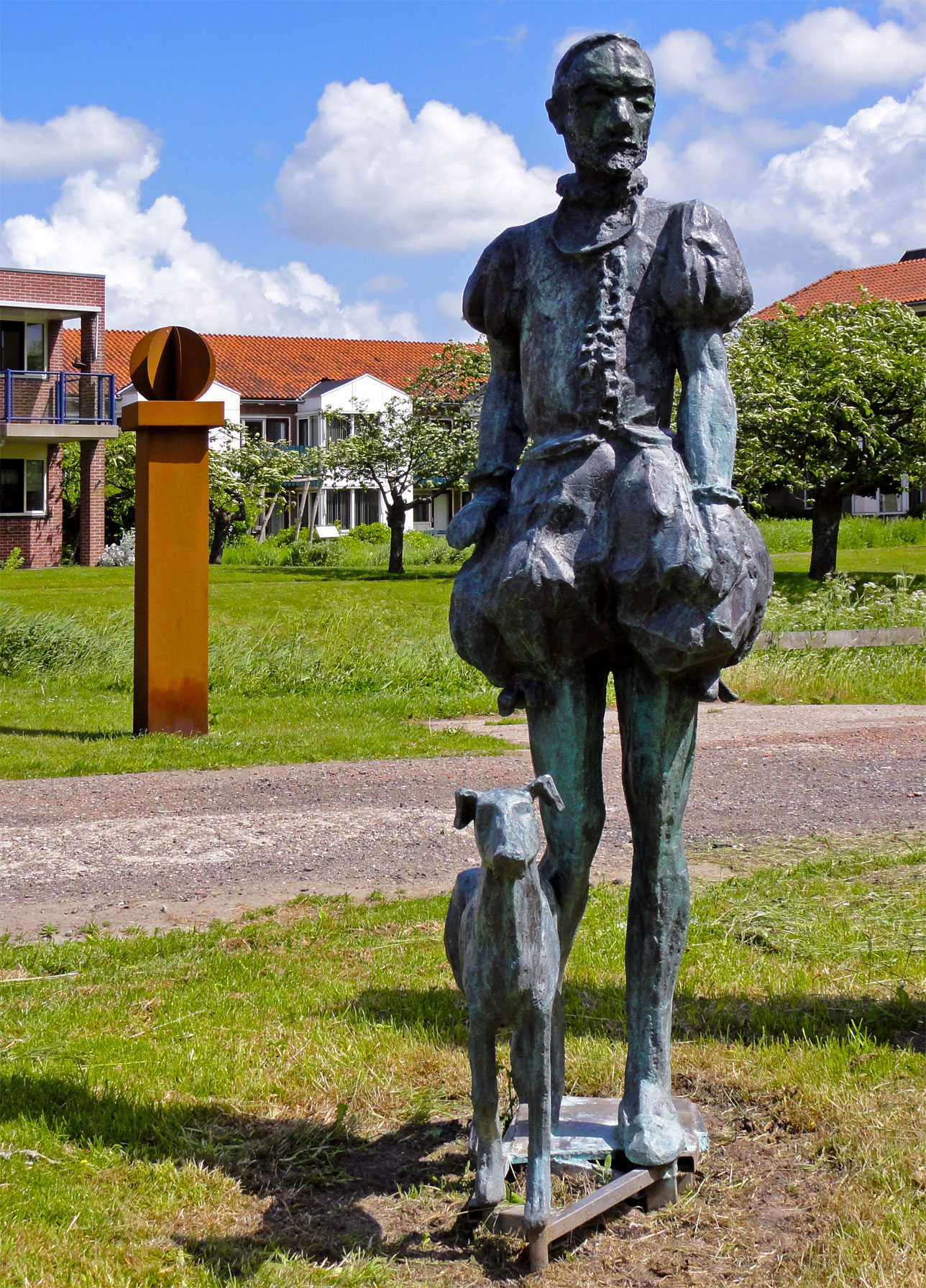
Standbeeld van Gemme van Burmania, gemaakt door Hans Jouta, in Ferwerd

Gemme van Burmania (circa 1523 - Ferwerd, 28 november 1602) was een Friese edelman.

## Biografie
Van Burmania, telg uit het oud adellijke Friese geslacht Van Burmania, werd omstreeks 1523 geboren als zoon van Douwe van Burmania en Saapke van Idsma. Hij vertegenwoordigde Friesland bij de inhuldiging van Philips II als heer van de Nederlanden. Bij die gelegenheid zou hij geweigerd hebben om te knielen voor de nieuwe landsheer. Hij zou daarbij gezegd hebben "Wy Friezen knibbelje allinne foar God" ("Wij Friezen knielen alleen voor God"). Hij sloot zich aan bij het Verbond der Edelen en werd door Alva verbannen. In 1583 keerde hij terug naar de Nederlanden en woonde enkele jaren in Alkmaar. Hij keerde daarna terug naar Friesland en vestigde zich op de Juwsmastate bij Ferwerd.

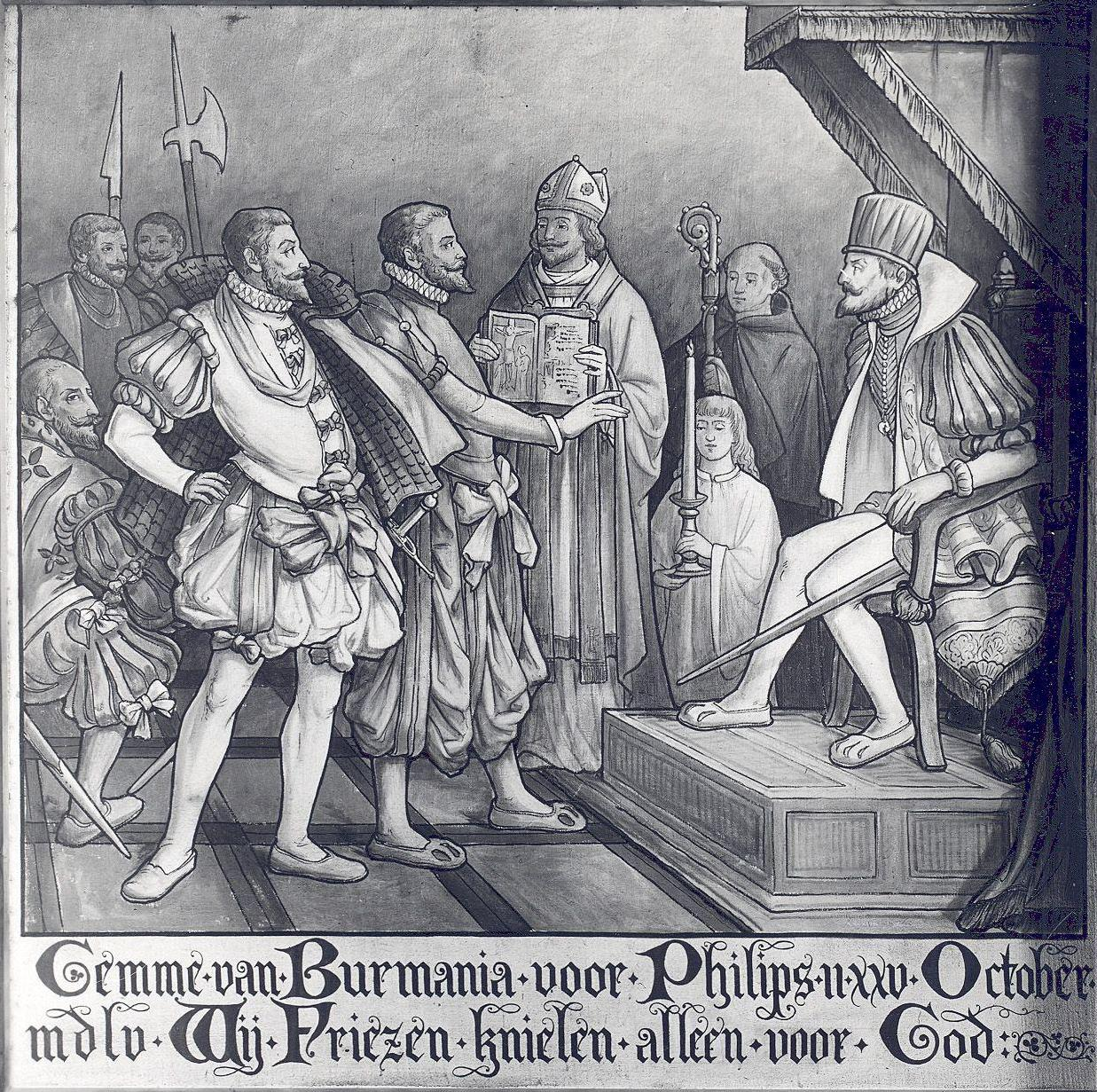
Gemme van Burmania voor Philips II

Van Burmania is tweemaal getrouwd geweest. Hij trouwde de eerste maal met Jouck van Haerda. Na haar overlijden bij de geboorte van hun vierde kind hertrouwde hij met de weduwe Juliana van Aylva. Uit zijn eerste huwelijk werden vier en uit zijn tweede huwelijk werden zes kinderen geboren. Hij overleed in november 1602 op de Juwsmastate. Hij werd op 5 december 1602 begraven in de Sint-Martinuskerk van Ferwerd.